# Camille DesRosiers
Camille DesRosiers SM (* 14. Oktober 1928 in Grand-Métis, Québec, Kanada; † 16. Mai 2016 in Kanada) war ein kanadischer römisch-katholischer Ordensgeistlicher und Apostolischer Superior von Funafuti, Tuvalu.

## Leben
Camille DesRosiers trat der Ordensgemeinschaft der Maristenpatres bei und empfing am 5. Juni 1955 die Priesterweihe. Papst Johannes Paul II. ernannte ihn am 14. Juli 1986 zum Apostolischen Superior von Funafuti.
Im Jahre 2010 nahm Papst Benedikt XVI. seinen altersbedingten Rücktritt an.